# مارک پری
مارک پری (به انگلیسی: Mark Perry) (زاده ۱۹۵۰)متفکر، نویسنده و تحلیل گر آمریکایی است.
وی دانش‌آموخته دانشگاه بوستون است. مقالات پری در روزنامه‌های واشینگتن پست لس آنجلس تایمز چاپ شده است. در کارنامه حرفه‌ای وی همکاری با الجزیره سی ان ان و آسیا تایمز دیده می‌شود. وی همچنین خبرنگار مجله فارن پالیسی است.